# Schnellfahrstrecke Kunming–Singapur

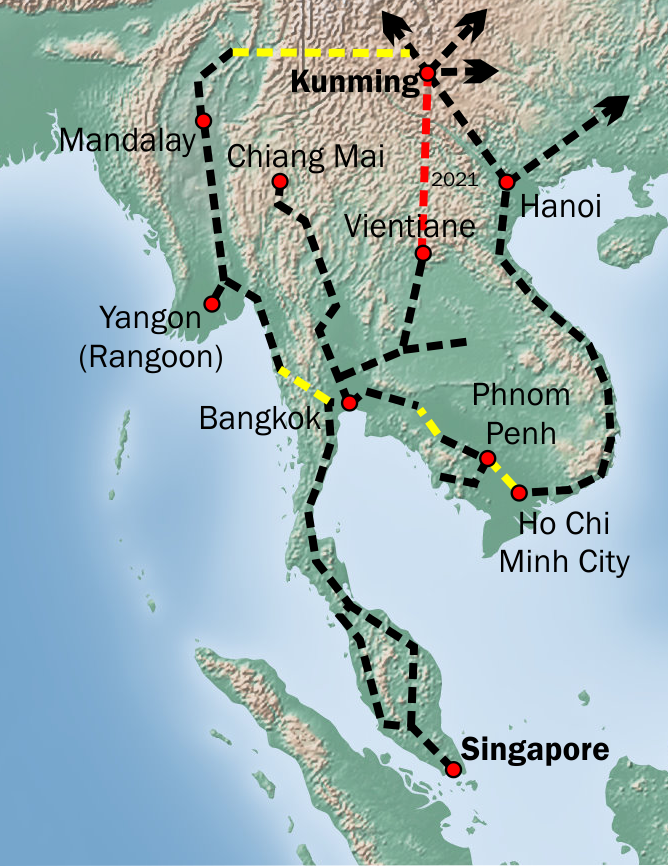
Übersicht über die Streckenvarianten (gelb: Fehlende Abschnitte)(Stand:2012)

Die Schnellfahrstrecke Kunming–Singapur ist eine Eisenbahn-Schnellfahrstrecke in Normalspur zwischen Kunming (China) und Singapur, über Vientiane (Laos), Bangkok (Thailand) und Kuala Lumpur (Malaysia) und Teil der Neuen Seidenstraße. Umgesetzt wurde von diesem Ziel eine Normalspurstrecke zwischen Kunming und Vientiane mit einer zulässigen Höchstgeschwindigkeit von 160 km/h, die am 3. Dezember 2021 in Betrieb ging.

## Netze im Umfeld
Ideen zu einer solchen Verbindung gab es seit ca. 1900, die damals von den Kolonialmächten Großbritannien und Frankreich erwogen wurden.
Im französischen Einflussbereich entstand 1904 bis 1910 die Yunnan-Bahn zwischen Kunming und Hanoi. Der schon 1899 begonnene Bau der Nord-Süd-Bahn zwischen Hanoi und Saigon wurde 1936 fertiggestellt. Beide Strecken, wie auch der überwiegende Teil des Schienennetzes in Indochina, sind meterspurig ausgeführt.
Das Eisenbahnnetz des Königreich Siam entstand zunächst mit deutscher Hilfe in Normalspur, dies betraf jedoch nur die Nordbahn sowie die Nordostbahn. Mit der durch die Briten gebauten Südbahn schloss an die Eisenbahn von British Malaya an. Das Schienennetz auf der Malaiischen Halbinsel wurde durch die Briten meterspurig ausgeführt und die Verbindung bis Singapur wurde 1900 begonnen und war bis 1917 weitgehend fertiggestellt. Der Grenzübergang nach Malaya ging 1921 in Betrieb und führte die Bahnen entlang der West- und Ostküste seit dem 19. Jahrhundert bis nach Singapur.
Im Flachland von Burma (damals Britisch-Indien), wurde ab dem 19. Jahrhundert ein meterspuriges Streckennetz errichtet. In den 1930er Jahren begannen Vorarbeiten für eine Bahnstrecke Yunnan–Burma, die mit dem Ausbruch des Zweiten Weltkriegs jedoch eingestellt wurden.
Während des Krieges unternahm besonders das Japanische Kaiserreich mehrere Anstrengungen, die drei meterspurigen Teilnetze zu verbinden, darunter erfolgreich die Thailand-Burma-Eisenbahn. Sie wurde aber nach dem Krieg auf Drängen von Großbritannien aufgegeben und die drei Teilnetze blieben getrennt. Eine eher symbolische Erweiterung des thailändischen Netzes war die durch Australien gebaute Erste Thailändisch-Laotische Freundschaftsbrücke am Ende der Nordoststrecke in Thailand, die aber zunächst unweit dieser Brücke am Bahnhof Thanaleng endete.

## Schnellfahrstrecken-Projekte
2000 schlug der Verband Südostasiatischer Nationen (ASEAN) vor, Bangkok über Phnom Penh mit Ho Chi Minh City zu verbinden. Es war vorgesehen, die bereits bestehende eingleisige Strecke zwischen Kunming und Hanoi zweigleisig auszubauen und über eine Hochgeschwindigkeitsstrecke, parallel zur vietnamesischen Küstenbahn, nach Ho-Chi-Minh-Stadt zu verlängern. Die Pläne scheiterten an politischen Spannungen zwischen China und Vietnam. Außerdem gab es Gespräche zwischen der vietnamesischen und der japanischen Regierung und Eisenbahnindustrie, parallel zur bestehenden Nord-Süd-Bahn eine Hochgeschwindigkeitsstrecke mit japanischer Shinkansen-Technologie zu errichten. Nach Schätzungen von 2010 waren dafür 56 Mrd. US-Dollar erforderlich. Die sehr hohen Kosten eines solchen Projekts und Zweifel, ob Vietnam in ausreichendem Umfang qualifiziertes Personal für den Betrieb einer solchen Strecke bereitstellen könnte, haben es ins Stocken geraten lassen. 2010 sprach sich das vietnamesische Parlament gegen die damals aufgestellte Planung aus und verlangte weitere Untersuchungen.
2004 begannen Verhandlungen über einen Vorschlag Chinas zu einer Westvariante von Kunming über Dali, Ruili, Mandalay, Rangun, Bangkok und Kulala Lumpur nach Singapur. Diese Variante bietet zwar eine kürzere Verbindung von Singapur nach China, verläuft aber in schwierigem Gelände. Die 1920 km lange Strecke von Kunming nach Rangun sollte für 240 km/h ausgebaut werden. 2011 wurde mit China Railway Engineering Corporation ein Vertrag dazu unterzeichnet. Der überwiegende Teil der Finanzierung und der Betrieb sollten in chinesischer Hand liegen. Nach Protesten in Myanmar wurde das Vorhaben in Myanmar eingestellt. China baut aber an der Strecke von Kunming bis zur Grenze. Der Abschnitt Kunming–Dali ging 2018 als Schnellfahrstrecke für 200 km/h in Betrieb, während der Abschnitt Dali–Ruili erhebliche Schwierigkeiten bereitet. Dieser Abschnitt wird nur für eine Höchstgeschwindigkeit von 160 km/h ausgebaut und ist somit eine konventionelle Eisenbahnstrecke.
In Malaysia wurde durch die KTM die meterspurige Strecke von Padang Besar nach Gemas im Jahr 2015 elektrifiziert und zweigleisig ausgebaut. Die ausgebauten Strecken werden mit einer Geschwindigkeit von 160 km/h befahren. Die durchschnittliche Zuggeschwindigkeit betrug zuvor zwischen 40 und 60 km/h. Seit 2022 befindet sich die Verlängerung dieser modernen Bahn von Gemas bis nach Johor Bahru im Bau, so wird sich die Fahrzeit vom Bahnhof Kuala Lumpur Sentral nach Bahnhof Johor Bahru Sentral von 7 Stunden auf etwa 4 Stunden verkürzen. Vom Bahnhof Johor Bahru Sentral nach Singapur Woodlands North Station RTS mit Anschluss an die Thomson-East Coast Line (TEL) wird derzeit das Rapid Transit System (RTS Link) gebaut und soll Ende 2026 in Betrieb gehen. Eine Schnellfahrstrecke Singapur–Kuala Lumpur hat mittelfristig aus wirtschaftlichen Gründen kaum eine Chance. Die Planung dafür wurde aufgegeben.

## Umgesetzte Variante
2007 wurden von der ASEAN auf chinesischen Vorschlag noch eine dritte Planungsvariante aufgenommen, die von Bangkok über Nakhon Ratchasima zentral über Laos nach China führt. Die ursprünglich geplante Länge zwischen Kunming und Singapur betrug 4800 km. Davon wurde mit der Verbindung Kunming–Vientiane etwas mehr als 20 % verwirklicht. Über eine Vereinbarung mit Laos hatte China zugesichert, 70 % der Kosten von 7 Milliarden US-Dollar für die Strecke zwischen Vientiane und dem Boten zu übernehmen. Das Projekt wurde jedoch sowohl hinsichtlich seines Umfangs als auch der Ausbau-Standards in den folgenden Jahren drastisch geschrumpft. Tatsächlich angelegt wurde ab 2016 überwiegend eine konventionelle Normalspurstrecke (Yuxi – Vientiane) mit einer Höchstgeschwindigkeit von 160 km/h (also keine Schnellfahrstrecke) nach chinesischen Standards und sie führt von Kunming bis Jinghong zweigleisig und weiter bis Vientiane eingleisig mit Begegnungsgleisen. Diese Strecke wurde am 3. Dezember 2021 eröffnet.

## Anschlussstrecke
Die Strecke von Vientiane nach Bangkok wurde im Juli 2015 bei einem Treffen der gemeinsamen chinesisch-thailändischen Planungskommission bestätigt und der Baubeginn noch für 2015 angekündigt. Geplant war eine ca. 617 km lange, zweigleisige Strecke, wobei ein Gleis in Meterspur, das andere in Normalspur ausgeführt werden sollte. Die ersten Bauabschnitte sollten bereits 2017 fertiggestellt sein. In der Folge kam es aber zwischen China, Thailand und Laos zu Streitigkeiten über die Finanzierung des Baus. Thailand beschloss, seinen Teil der Strecke selbst zu finanzieren, wobei vorerst nur die 253 km lange Schnellfahrstrecke Bangkok–Nakhon Ratchasima (Phase 1) gebaut wird und mit einem Fuxing CR300AF und einer Höchstgeschwindigkeit von bis zu 250 km/h befahren werden. Nach mehrfacher Verschiebung wurde im Oktober 2020 dieser Abschnitt begonnen. Die Fertigstellung ist für 2028 angestrebt. Ob der Bau des 356 km langen Abschnitts von Nakhon Ratchasima nach Nong Khai (Phase 2) und die 16 km lange Strecke von Nong Khai nach Vientiane (Phase 3) (hier wird eine neue Brücke über den Mekong benötigt) erfolgt, ist offen. Die thailändische Regierung erwartet keine hohe wirtschaftliche Rendite für das Projekt, die Zinsen für ein chinesisches Darlehen und die Kosten sind ihr zu hoch.
Am 7. August 2022 wurde berichtet, dass die thailändische Regierung nun doch eine Verlängerung der China-Laos-Eisenbahn nach Thailand möchte. Bisher lehnte die Regierung den Weiterbau aus Kostengründen ab. Die Verlängerung der Bahnstrecke Nong Khai–Vientiane zum neuen Bahnhof Khamsavath jedoch in Meterspur ist fertiggestellt und wurde am 30. Oktober 2023 eingeweiht.
Mit dem grenzüberschreitenden Schienenverkehr steigt der Güterverkehr stetig an. Seit Dezember 2021 erfolgt in der Präfektur Vientiane in Laos die Umladung der Container zwischen den Zügen verschiedener Spurbreiten. Zusätzlich werden seit 2022 die derzeitigen 16 Güterzüge (Hin- und Rückfahrten) pro Tag mit 25 Waggons pro Zug durchgeführt und bis 2026 auf 24 Hin- und Rückfahrten mit 25 Waggons pro Tag erhöht werden. Unter der Bezeichnung ASEAN Express verkehrt seit Oktober 2022 zweimal wöchentlich ein internationaler Güterzug zwischen Malaysia und Laos über die thailändische Eisenbahn. Der Zug bewältigt eine Fahrstrecke von 2206 km in 72 Stunden. Die Kapazität beträgt 80 TEU-Container.